# Mario Chamorro
Mario Arturo Chamorro Carrizo (c. 1958) es un economista, académico y empresario chileno. Fue gerente general de CorpBanca.

## Biografía
Estudió en el Instituto Nacional General José Miguel Carrera. Entre 1976 y 1980 estudió en la Universidad de Chile, titulándose como ingeniero comercial. Posteriormente obtuvo un magíster en economía en la misma casa de estudios y uno en la Universidad de California en Los Ángeles, en los Estados Unidos.
Inició su carrera en la Superintendencia de Bancos e Instituciones Financieras en 1981, período en el que alcanzó a desempeñarse con futuros ejecutivos del sector financiero local, como Arturo Tagle, Álvaro Feller y Rodrigo Manubens.
Arribó al Banco Osorno en el año 1993, donde trabajó en la subgerencia de planificación junto a José Manuel Mena. En 1994, cuando este dejó la entidad para asumir como gerente general en el Banco del Estado, Chamorro fue nombrado gerente de planificación. En 1995 asumió la gerencia de división del banco.
Una vez vendido el Banco Osorno al Banco Santander Chile, Chamorro se incorporó a la matriz del grupo Saieh. Asumió como gerente general de CorpBanca en abril de 2001. En 2003 partió a Venezuela, donde lideró la filial que CorpBanca mantenía en ese país. Retomó su puesto en Chile a mediados de 2006, permaneciendo hasta fines de 2011. Lideraba la entidad cuando anunció su ingreso a Colombia con la compra de la filial local del grupo Santander.
Entre 2014 y 2015 ocupó la gerencia general de Tanner Servicios Financieros. En octubre de ese último año fue anunciada su designación como gerente general del Banco Internacional.